# Baktalórántháza
Baktalórántháza é uma cidade da Hungria, situada no condado de Szabolcs-Szatmár-Bereg. Tem 35,24 km² de área e sua população em 2019 foi estimada em 3.918 habitantes.